# Caitlin Moranová
Caitlin Moranová, rozená Catherine Elizabeth Moranová, (5. dubna 1975 Brighton) je anglická novinářka a spisovatelka.

## Život a dílo
Vyrůstala ve Wolverhamptonu, kde chodila do Springdale Junior School, poté krátce navštěvovala Wolverhampton Girls' High School, od 11 let se vzdělávala doma. V roce 1988 zvítězila v soutěži pro mladé čtenáře esejí na téma Proč mám ráda knihy, v patnácti letech vyhrála soutěž The Observer's Young Reporter of the Year.
V šestnácti letech začala pracovat jako novinářka pro hudební týdeník Melody Make. V osmnácti zahájila svou televizní kariéru jako moderátorka hudebního pořadu Naked City na kanálu Channel 4. Její scénáře inspirované zkušenostmi z dětství a dospívání byly zpracovány v sitcomu Raised by Wolves, který byl v letech 2013-2016 vysílaný rovněž na kanálu Channel 4.
Osmnáct let psala do deníku The Times tři sloupky týdně: pro Saturday Magazine, sloupek s televizními recenzemi a satirický páteční sloupek „Celebrity Watch". V 17 letech se stala Sloupkařkou týdeníku The Times a Mladou reportérkou roku časopisu Observer. V roce 2010 získala publicistickou cenu Columnist of the Year udělovanou v rámci British Press Awards a v roce 2011 cenu Interviewer and Critic of the Year.
V šestnácti letech napsala román The Chronicles of Narmo. V roce 2010 vyšla kniha How to be a Woman (Jak být ženou), která popisuje její raný život včetně názorů na feminismus a která byla o rok později vyhlášena knihou roku. V roce 2012 vydala knihu Moranthology (Morantologie). V roce 2014 vyšel částečně autobiografický román How to Build a Girl (Jak stvořit dívku), téhož roku spolupracovala na knize Are Men Obsolete?  Kniha Moranifesto vyšla v roce 2016. První díl zamýšlené trilogie How to Build a Girl byl v roce 2018 zfilmován, pokračování románu vyšlo téhož roku s názvem How to be Famous. V roce 2020 vyšlo pokračování knihy How to be a Woman, dostalo název More Than a Woman (Více než žena) a popisuje střední věk.
Roku 2012 se stala členkou Aberystwythské univerzity. V roce 2014 byla zařazena mezi nejvlivnější britské ženy v žebříčku BBC Woman's Hour, téhož roku byla vyhlášena Reuters Institute for the Study of Journalism nejvlivnější britskou novinářku na Twitteru.